# Dominique Gisin
Dominique Gisin (Visp, Suíça, 4 de junho de 1985), é uma esquiadora suíça da modalidade esqui alpino.
Nos Jogos Olímpicos de Inverno de 2014 ela ganhou sua primeira medalha de ouro após terminar em primeiro lugar no downhill empatada com a eslovena Tina Maze.